# Tetracmanthes astrocosma
Tetracmanthes astrocosma är en fjärilsart som beskrevs av Edward Meyrick 1925. Tetracmanthes astrocosma ingår i släktet Tetracmanthes och familjen gnuggmalar. Inga underarter finns listade i Catalogue of Life.